# SNCF Réseau
Koordinaten: 48° 49′ 46,1″ N, 2° 22′ 41,1″ O
SNCF Réseau ist ein französisches Staatsunternehmen, das die Eisenbahninfrastruktur der französischen Staatseisenbahn SNCF und damit fast das gesamte französische Eisenbahnnetz betreibt.

## Geschichte
SNCF Réseau wurde im Rahmen einer Reform des französischen Eisenbahnwesens durch Zusammenlegung des bisherigen Streckennetzbetreibers Réseau ferré de France (RFF) mit den SNCF-Bereichen SNCF Infra sowie Direction de la circulation ferroviaire (DCF) gebildet und nahm am 1. Januar 2015 seine Arbeit auf. Gründungsdirektor wurde der bisherige RFF-Chef Jacques Rapoport. Im Februar 2016 wurde der Firmensitz von Paris nach Saint-Denis im Département Seine-Saint-Denis verlegt.
Am 10. Januar 2020 wurde die bisherige Rechtsform der SNCF Réseau (Établissements publics à caractère industriel et commercial (EPIC)) in eine Aktiengesellschaft (Société Anonyme) umgewandelt.

## Betrieb
SNCF Réseau nimmt für den französischen Staat die Eigentümerfunktion wahr. Das Netz umfasst Strecken mit einer Gesamtlänge von etwa 30.000 km, davon etwa 2.000 km Schnellfahrstrecke. Dazu gehören auch etwa 1700 Tunnel, 27.000 Brücken, 1100 Bahnunterführungen und 2250 Stellwerke.
Für den Großteil des Netzes ist SNCF Réseau der Infrastrukturbetreiber (Gestionnaire de l'Infrastructure). Für einzelne Teile der SNCF-Réseau-Infrastruktur wird diese Rolle jedoch durch andere Unternehmen wahrgenommen:
- durch Öffentlich-private Partnerschaften auf bestimmten Schnellfahrstrecken. Ende 2022 galt dies für:
  - die LGV Bretagne-Pays de la Loire mit Eiffage Rail Express (ERE),
  - die LGV Sud Europe Atlantique mit dem Konsortium LISEA,
  - das Contournement de Nîmes et Montpellier mit dem Konsortium Oc'Via,
  - und die LGV Perpignan–Figueres mit der je zur Hälfte von SNCF Réseau und ADIF gehaltenen Linea Figueras Perpignan S.A.
- von Subunternehmern (Gestionnaire d'Infrastructure Conventionné, GIC) auf schwach genutzten Strecken (von der SNCF als réseaux capillaire, Kapillarnetz, bezeichnet).[8][9] Ende 2022 gab es vier GIC:
  - Colas Rail mit 450 Streckenkilometern, wovon etwa 120 km in Betrieb stehen,[10]
  - SFERIS, eine Tochterfirma der SNCF Réseau, auf Strecken mit einer Gesamtlänge von etwa 200 km im Morvan,[11]
  - Socorail (Europorte Services) auf mehreren, zusammen 185 km langen Strecken,[12]
  - Transdev Rail für zwei Strecken in der Bretagne. Es handelt sich dabei um die einzigen durch GIC betriebenen Kapillarstrecken, die auch Personenverkehr aufweisen.[13]